# Luigi Romersa
Luigi Romersa (Boretto, 5 luglio 1917 – Roma, 19 marzo 2007) è stato un giornalista, scrittore e corrispondente di guerra italiano.

## Biografia

### Gli inizi della carriera
Laureatosi in giurisprudenza presso l'Università di Parma, iniziò la sua attività di giornalista nel 1937 con la "Gazzetta di Parma".
Fedele al regime fascista, durante il periodo bellico fu corrispondente di guerra per diversi giornali di cui i più importanti furono il Corriere della Sera e "il Messaggero".
L'indagine si svolse durante un viaggio - del quale oggi stanno riemergendo prove sempre più consistenti - svoltosi nel 1944 e durante il quale Romersa visitò Peenemünde, la base missilistica dove Wernher von Braun stava sviluppando la V2. Dello stesso Von Braun egli diventò amico tanto che si rincontrarono più tardi quando il tedesco era a capo dell'ingegneria missilistica della NASA. Durante quello stesso viaggio Romersa visitò il laboratorio dove si stava sviluppando il famoso caccia Messerschmitt Me 262.
Nella stessa missione Romersa venne in contatto con il team del fisico Kurt Diebner e, come riferì ancora nei suoi ultimi anni, poté assistere al test di un ordigno nucleare rudimentale (forse un'arma di tipo radiologico) messo a punto da questo fisico che guidava il gruppo di punta sulla ricerca nucleare nazista.

Recentemente, a seguito del lavoro legato al libro-inchiesta La bomba di Hitler, sono stati trovati ulteriori documenti e testimoni dei test nucleari svolti da questo team, che godeva dell'appoggio personale di Heinrich Himmler (contrariamente al gruppo guidato da Werner Karl Heisenberg dal gerarca ritenuto inaffidabile a causa dei suoi trascorsi accademici e della sua ben nota amicizia con Enrico Fermi, passato al servizio degli americani nel 1939).

Le testimonianze di Romersa vanno acquisendo solidità storica mano a mano che i documenti in possesso dei servizi segreti delle Potenze Alleate vengono alla luce. Lo stesso Luigi Romersa parlò del suo viaggio in un articolo pubblicato in tre parti sui numeri di settembre 1984, ottobre 1984 e maggio 1984 del mensile JP-4 Aeronautica ISSN 0394-3437
È stato uno dei pochi corrispondenti italiani ad essere entrato nelle basi missilistiche USA durante la Guerra Fredda e forse l'unico a vantare un'amicizia con lo scienziato Wernher von Braun, grazie al quale ha potuto scrivere molto sul viaggio lunare.
È stato corrispondente di guerra sul fronte africano fino al momento della caduta di Tripoli, dopo la quale è stato rimandato in Italia latore di un rapporto militare che gli ha permesso di conoscere personalmente Benito Mussolini.

Al capo del fascismo fornì un rapporto personale sullo stato dell'andamento della guerra d'Africa, non affetto dalle logiche della convenienza politica e della propaganda che viziavano persino i resoconti interni al regime.
Da Mussolini il giovane Romersa fu incaricato di svolgere un'indagine volta a stabilire la reale consistenza delle "armi segrete" sulle quali Adolf Hitler riponeva tanta fiducia in un possibile ribaltamento delle sorti della guerra. Luigi Romersa parlò del suo viaggio in un articolo pubblicato in tre parti sui numeri di settembre 1984, ottobre 1984 e maggio 1984 del mensile JP-4 Aeronautica ISSN 0394-3437.

### Gli anni di maggiore attività
Dopo la guerra il giornalista riprese l'attività come inviato speciale del settimanale "Tempo" di Milano per il quale per oltre tre decenni realizzò servizi dall'estero di ogni genere.
Intervistò molti personaggi importanti, soprattutto stranieri, alcuni dei quali passati alla storia.
Vero giramondo, nel dopoguerra è stato anche ai Poli, in Congo per i tragici eventi di Kindu ed in vari paesi arabi durante la crisi del petrolio.
Nel 1956 a Porto Said assistette all'attacco anglo-francese. In quei giorni intervistò Nasser per "Tempo". Pochi pochi anni dopo era in Israele, al seguito delle truppe di Moshe Dayan, durante la Guerra dei Sei Giorni.

### Ultimi anni e morte
Anche nella vecchiaia Romersa ha continuato a scrivere le proprie memorie sino all'età di 90 anni. Morì a Roma nel 2007.

## Opere più note
- Le armi segrete di Hitler
- I segreti della guerra d'Africa
- I segreti della Seconda Guerra Mondiale
- Uomini della Seconda Guerra Mondiale
- All'ultimo quarto di luna
- Von Braun racconta
- I temerari del cielo

### Riconoscimenti e Premi
- 1955: Premio Marzotto
- 1962: Premio Saint Vincent
- 1963: Premio Massai
- 1998: Premio Guidarello